# High Point (Észak-Karolina)
High Point város az Amerikai Egyesült Államokban, Észak-Karolina államban. Legnagyobb része Guilford megyébe esik, de átnyúlik Randolph, Davidson és Forsyth megyékbe is.
Ismert bútorkészítő-, textília és buszgyártó üzemeiről. Úgy is emlegetik, mint a „világ bútorkészítő fővárosa”. A félévente megrendezett High Point Market kiállításai százezreket vonzanak a világ minden részéről.
A High Point Egyetemet, amely metodista intézmény, 1924-ben alapították.
John Coltrane, a híres zeneszerző és szaxofonista High Point-ban született és nőtt fel.

## Népesség
2020-ban 114 059 lakosa volt. 2022-ben Észak-Karolina állam 9. legnagyobb városa volt.
A település népességének változása:

| 2010 | 104 371 |
| 2020 | 114 059 |